# Gimnasio cubierto Lara Figueroa
El gimnasio cubierto Lara Figueroa es un pabellón o gimnasio cubierto multiusos, ubicado en la ciudad de Guanare, estado Portuguesa. Con una capacidad aproximada de 2500 espectadores, y es la sede de Centauros de Portuguesa, perteneciente a la Superliga Profesional de Baloncesto.
El recinto fue reinaugurado para los XVII Juegos Deportivos Nacionales Llanos 2007, donde se le efectuó el cambio de su fachada y fueron acondicionadas sus instalaciones internas, se construyeron dos baños, se instalaron 1286 sillas, se mejoró la construcción de los drenajes, se sustituyó el techo colocando láminas galvanizadas y se colocó un tabloncillo nuevo.